# كينغستون أبون هول الشرقية (دائرة انتخابية في المملكة المتحدة)
كينغستون أبون هول الشرقية  (بالإنجليزية: Kingston upon Hull East)‏ هي إحدى الدوائر الانتخابية في المملكة المتحدة الممثلة في مجلس العموم في برلمان المملكة المتحدة.
عضو البرلمان الذي يمثلها حالياً هو :Rt Hon John Prescott (Lab).